# Mongi Soussi Zarrouki
Mongi Soussi Zarrouki (arabe : منجي سوسي زروقي), né le 24 février 1936 à Sbiba et mort le 26 mai 2000 à Paris 14e, est un athlète de l'équipe nationale tunisienne d'athlétisme.

## Carrière sportive
Il remporte la médaille d'argent du 400 m haies aux Jeux méditerranéens de 1959 avec un temps de 54 s 1. Il rejoint également la délégation tunisienne aux Jeux olympiques de 1960 organisés à Rome, où il participe aux compétitions du 400 m haies et finit sixième du classement avec un temps de 54 s 3.
Il s'illustre également dans les championnats de Tunisie entre 1956 et 1960.